# سنووايت (فلم)
سنووايت (بالإنجليزية: Snow White) هو فيلم فنتازيا موسيقي أمريكي صدر عام 2025 من إنتاج شركة والت ديزني بيكتشرز ومارك بلات برودكشنز. أخرج الفيلم مارك ويب وكتبته إيرين كريسيدا ويلسون، ويُعد إعادة تصوير حي لفيلم الرسوم المتحركة الكلاسيكي بياض الثلج والأقزام السبعة (1937)، والمستند بدوره إلى الحكاية الخيالية "سنو وايت" التي نشرها الأخوان غريم عام 1812. تقوم راشيل زيغلر بدور البطولة في شخصية بياض الثلج، وهي أميرة تهرب من محاولة اغتيال تدبرها زوجة أبيها، الملكة الشريرة (غال غادوت)، وتنضم إلى مجموعة من الأقزام وقطاع الطرق بقيادة شاب يُدعى جوناثان (أندرو بيرناب) لاستعادة مملكتها.
أُكّدت خطط إنتاج نسخة جديدة من بياض الثلج في أكتوبر 2016، مع تعيين ويلسون لكتابة السيناريو. دخل مارك ويب في مفاوضات للإخراج في مايو 2019، وأُعلن رسميًا عن توليه للمشروع في سبتمبر من العام نفسه. صُوِّرت المشاهد الأساسية للفيلم في المملكة المتحدة بين مارس ويوليو 2022، وأُجريت إعادة تصوير إضافية في يونيو 2024. كان من المقرر عرض الفيلم في مارس 2024، إلا أنه تأجل بسبب إضراب نقابة ساغ-أفترا.
أثار الفيلم جدلاً واسعًا قبل صدوره، وذلك بسبب اختيار طاقم تمثيل متنوع عرقيًا (بغضّ النظر عن العرق الأصلي للشخصيات)، والتغييرات الجوهرية التي أُجريت على القصة الأصلية، إضافة إلى عدم تصوير شخصيات الأقزام السبعة. كما أثارت تصريحات زيغلر التي انتقدت فيها الفيلم الأصلي ورئيس الولايات المتحدة السابق دونالد ترامب، بالإضافة إلى مواقفها ومواقف غادوت المتضاربة من الصراع الإسرائيلي الفلسطيني، موجة من الدعوات إلى مقاطعة الفيلم من جهات سياسية متعارضة.
عُرض بياض الثلج لأول مرة في قصر شقوبية بمدينة شقوبية في إسبانيا بتاريخ 12 مارس 2025، وفي دور السينما الأمريكية في 21 مارس. تلقّى الفيلم مراجعات متباينة؛ حيث نالت زيغلر إشادة النقّاد على أدائها، في حين وُجّهت انتقادات إلى بعض الخيارات الفنية في الفيلم. بميزانية إنتاج تراوحت بين 240 و270 مليون دولار أمريكي، يُعد من أكثر أفلام ديزني تكلفة، وقد بلغت إيراداته عالميًا 205.5 مليون دولار، مما دفع بعض المحللين إلى اعتباره إخفاقًا تجاريًا لعدم تغطيته تكاليف إنتاجه.

## القصة
خلال عاصفة ثلجية، تلد ملكة طيبة فتاةً وتُسميها "بياض الثلج" تكريمًا لليوم الذي وُلدت فيه. وبعد سنوات قليلة، تموت الملكة بشكل مفاجئ بسبب مرض غامض، فيُسارع الملك إلى الزواج من امرأة أخرى قبل أن يغادر في حملة عسكرية. وعندما يختفي الملك خلال الحملة، تُعلن زوجته الجديدة عن نفسها كساحرة شريرة مغرورة بجمالها، وتستولي على العرش.
في عهد الملكة الشريرة، يعيش الشعب إما في فقر مدقع أو يُجبر على الانضمام إلى الحرس الملكي. ولأنها تخشى أن يفوق جمال بياض الثلج جمالها، تحتجزها داخل القصر وتُجبرها على العمل كخادمة، بينما تسأل مرآةً سحرية يوميًا عمّن هي "الأجمل بين الجميع"، فتُجيبها المرآة دومًا بأنها الأجمل.
ذات يوم، ترى بياض الثلج "جوناثان"، زعيم عصابة من قطاع الطرق، وهو يسطو على مخزن الطعام. يُحكم عليه بأن يُربط عند أبواب القصر، لكنها تُساعده على الهرب. وفي اليوم نفسه، تُجيب المرآة بأن بياض الثلج أصبحت الأجمل. فتأمر الملكة الصياد الملكي بأن يأخذ الفتاة إلى الغابة ويقتلها، ويجلب قلبها في صندوق مرصع بالجواهر. إلا أن الصياد يشعر بالشفقة ويُحذرها من نوايا الملكة، ويحثها على الفرار إلى أعماق الغابة.
تقود الحيوانات البرية بياض الثلج إلى كوخ منعزل، حيث تنام هناك. وعندما تستيقظ، تجد نفسها أمام سبعة أقزام يعملون في منجم للألماس. يتعاطف الأقزام معها ويوافقون على أن تمكث معهم. في هذه الأثناء، تكتشف الملكة من المرآة أن بياض الثلج ما تزال على قيد الحياة، فتسجن الصياد وتبدأ حملة بحث جديدة عنها.
تلتقي بياض الثلج بجوناثان مجددًا في الغابة، ويتصدّيان معًا لهجوم الحرس، ويتعاونون مع قطاع الطرق. يكتشف الاثنان مشاعرهما تجاه بعضهما، قبل أن ينطلق جوناثان في مهمة للعثور على الملك الذي تؤمن بياض الثلج بأنه لا يزال حيًا. لكن جوناثان يُؤسر ويُسجن في القصر، وتستنتج الملكة من ذلك موقع بياض الثلج. تدخل مخبئها السري وتقوم بصنع تفاحة مسمومة تُدخل من يأكلها في نوم يشبه الموت.
تتنكر الملكة في هيئة امرأة عجوز متسولة، وتذهب إلى الكوخ بعد مغادرة الأقزام للعمل. تدّعي أنها حليفة لجوناثان، وتُقنع بياض الثلج بتناول التفاحة، ثم تكشف لها أنها من قتلت والدها. تسقط بياض الثلج في سبات عميق، وتغادر الملكة عائدة إلى القصر. عند عودة الأقزام، يعثرون على جسدها فاقدًا للوعي. يصل جوناثان بعد أن هرب من الأسر، ويجدها ميتة، فيُقبّلها بحزن، فتستيقظ من نومها الساحر. تُقرر بعدها حشد الأقزام وقطاع الطرق للإطاحة بالملكة الشريرة.
تواجه بياض الثلج زوجة أبيها التي تُحاول دفعها لقتلها وتُسلّمها خنجرًا من الألماس، إلا أن بياض الثلج ترفض، وتُخاطب الحشود مُذكرةً إياهم بما كانت عليه المملكة في عهد والديها. يتأثر الحرس بكلماتها ويتمرّدون على الملكة، وينضمون إلى الأقزام وقطاع الطرق والصياد وسكان المملكة. تُحاول الملكة مهاجمة بياض الثلج، لكن الجميع يتصدّى لها. تُخبر المرآة السحرية الملكة أن بياض الثلج ستبقى الأجمل دومًا، بسبب طيبتها وعدلها. تصل بياض الثلج لترى الملكة وهي تُحطم المرآة الغامضة، مصدر قواها السحرية. ونتيجة لذلك، تتحول إلى زجاج وتختفي في دوامة، بينما تُصلح المرآة نفسها.
تتوج بياض الثلج ملكة جديدة في احتفال كبير، ويجتمع سكان المملكة للاحتفال بعودة السلام.

## طاقم التمثيل
- راشيل زيغلر بدور بياض الثلج: أميرة نقية القلب وشجاعة، تسعى لتحرير مملكتها من ظلم زوجة أبيها.
- غال غادوت بدور الملكة الشريرة: زوجة والد بياض الثلج، وهي امرأة مغرورة وغيورة وطاغية، مهووسة بكونها "الأجمل بين الجميع".
- أندرو بورناب بدور جوناثان: شخصية جديدة أُنشئت خصيصًا لهذا الفيلم كحبيب بياض الثلج (ويُستوحى جزئيًا من شخصية الأمير في النسخة الأصلية)، وهو متمرّد يسعى لمناهضة حكم الملكة الشريرة.

## شباك التذاكر
اعتبارًا من 1 يونيو 2025، حقق فيلم بياض الثلج إيرادات قدرها 87.2 مليون دولار في الولايات المتحدة وكندا، و118.3 مليون دولار في الأسواق الدولية، ليصل إجمالي الإيرادات العالمية إلى 205.5 مليون دولار. ذكرت ذا هوليوود ريبورتر أن عدة مسؤولين في الاستوديوهات أعربوا عن شكوكهم في قدرة الفيلم على بلوغ حاجز 300–400 مليون دولار عالميًا.
في الولايات المتحدة وكندا، صدر الفيلم إلى جانب فيلمي آلتو نايتس وآش، وكان من المتوقع أن يحقق ما بين 45 إلى 55 مليون دولار من 4,200 دار عرض خلال عطلة نهاية الأسبوع الافتتاحية. في البداية، كانت التوقعات أعلى، حيث قُدّر أن يحقق الفيلم ما بين 63 إلى 70 مليون دولار، وقد قورنت هذه التقديرات بافتتاحية فيلم ماليفيسنت (2014) الذي حقق 69.4 مليون دولار، اعتقد المحللون أن الفيلم سيتمكن من تجاوز الجدل المحيط به ويحقق نجاحًا ماليًا، خاصة في ظل غياب منافسة قوية خلال عطلة نهاية الأسبوع، غير أن التوقعات خُفّضت في أواخر فبراير.
حقق الفيلم 16 مليون دولار في أول أيام عرضه، منها نحو 3.5 مليون دولار من العروض المسبقة ليوم الخميس. وبلغت إيراداته في نهاية الأسبوع الافتتاحية 42.2 مليون دولار، أي أقل قليلًا من التوقعات، لكنه تصدّر شباك التذاكر بفضل قلة المنافسة. بحسب ذا هوليوود ريبورتر فقد نُسب هذا الأداء المتواضع إلى "تقييمات الجمهور المتفاوتة والمراجعات المنخفضة". من جهة أخرى، ذكرت بيزنس إنسايدر أن الجدل وراء الكواليس لم يكن له تأثير كبير على أداء الفيلم في شباك التذاكر، بينما أشار موقع ديدلاين هوليوود إلى أن الأداء المالي للفيلم يعود في المقام الأول إلى حملته التسويقية، وعدم جاذبية المادة الأصلية لدى الجماهير الشابة، وردود الفعل السلبية تجاه المؤثرات البصرية.
في عطلة نهاية الأسبوع الثانية، تراجعت إيرادات الفيلم بنسبة 66% ليحقق 14.3 مليون دولار ويحل في المركز الثاني خلف فيلم رجل عامل، ثم جمع 6.1 مليون دولار في أسبوعه الثالث متراجعًا إلى المركز الرابع.
أرجع جوناه بلات، إبن المنتج مارك بلات، ضعف أداء الفيلم في أسبوعه الأول جزئيًا إلى منشور على وسائل التواصل الاجتماعي لراشيل زيغلر أعربت فيه عن دعمها لفلسطين، إلا أن غالبية محللي شباك التذاكر رفضوا هذا التفسير، معتبرين أن أداء الفيلم الضعيف يُعزى في الأساس إلى عدم تفاعله مع النقاد والجمهور، وقد دافع عدد من الممثلين والموسيقيين عن تصريحات زيغلر.

## الاستجابة النقدية و تقييمات الجمهور
حظي الفيلم بمراجعات متباينة من النقاد. على موقع تجميع المراجعات روتن توميتوز، حاز الفيلم على نسبة تقييم إيجابي بلغت 40% بناءً على 258 مراجعة نقدية، وجاء في الإجماع النقدي: «بياض الثلج ليس فيلمًا مزعجًا بفضل أداء راشيل زيغلر المتألق، إلا أن تعامله المتردد مع المادة الأصلية، إلى جانب بعض الخيارات الأسلوبية "البلهاء"، قد لا تُرضي جميع المشاهدين.» وأشار الموقع أيضًا إلى أن أداء زيغلر اعتُبر «أحد أبرز النقاط المضيئة» في الفيلم، بينما كانت الآراء حول أداء غال غادوت «متباينة»، وكذلك الأمر بالنسبة لتصميم الأقزام بتقنية الرسوم الحاسوبية. أما موقع ميتاكريتيك، الذي يعتمد على متوسط مرجّح للمراجعات، فقد منح الفيلم درجة 50 من أصل 100 بناءً على 51 مراجعة نقدية، مشيرًا إلى «مراجعات متوسطة أو مختلطة».
من جهة الجمهور، منح المشاهدون الذين استُطلعت آراؤهم عبر سينما سكور الفيلم متوسط تقييم "B+" على مقياس من A+ إلى F، فيما أعطاه المشاركون في استطلاع بوست تراك متوسط ثلاث نجوم من أصل خمسة، وقال 43% منهم إنهم "سيقومون بالتأكيد بالتوصية به". أشارت مجلة ذا هوليوود ريبورتر إلى أن أفلام الحركة الحية السابقة لديزني كانت عادةً ما تحصد تقييمات في نطاق "A" على مقياس سينما سكور.
بحسب تقرير لـهيئة الإذاعة البريطانية، فقد كان النقاد البريطانيون أكثر انتقادًا للفيلم، بينما أبدى النقاد الأمريكيون مواقف أكثر إيجابية نسبيًا تجاهه.

## منع عرض الفيلم
حظرت وزارة الداخلية في لبنان عرض الفيلم في دور السينما المحلية، بسبب مشاركة الممثلة الإسرائيلية غال غادوت فيه، استناداً إلى قرار من مكتب مقاطعة إسرائيل التابع لجامعة الدول العربية.
تعرضت شركة "ديزني - Disney" لضربة قوية بعد فشل النسخة الجديدة من فيلم "سنو وايت - Snow White"، ما يجعله من أكبر إخفاقات الشركة في مجال النسخ الحية من أفلامها الكلاسيكية. وتعرض الفيلم لحملة مقاطعة واسعة في الدول العربية، ما ساهم في فشله بسبب مشاركة الممثلة الإسرائيلية غال غادوت المولودة في الأراضي المحتلة، في الفيلم بدور "الملكة الشريرة"، وهي التي خدمت في جيش الاحتلال، وكانت مدافعة صريحة عن جرائمه خاصة خلال حرب الإبادة المستمرة ضد قطاع غزة.
في البداية، أعلنت شركة السينما الوطنية الكويتية "Cinescape" وشركتا "غراند سينما - Grand Cinema" وفوكس سينما - Vox Cinema" عن إلغاء عرض الفيلم بسبب مشاركة غادوت. وأفادت صحيفة "القبس" الكويتية بأن القرار يتماشى مع الموقف الرسمي والشعبي الثابت في الكويت الذي يرفض أي شكل من أشكال التطبيع مع الاحتلال الإسرائيلي على كافة المستويات، بما في ذلك المجال الثقافي والفني.
وفي عُمان، قالت حركة مقاطعة "إسرائيل" وسحب الاستثمارات منها وفرض العقوبات عليها "BDS": "كل التحية لمجموعات المقاطعة والقوى الشعبية في المنطقة العربية لتسجيلها نجاحًا جديدًا في مسيرة النضال ضد التطبيع الثقافي للعدو الإسرائيلي، بعد سحب فيلم سنو وايت من دور السينما في كل من الكويت ولبنان وعُمان".
ومن ناحية أخرى، أكدت حركة المقاطعة في الأردن أنه لم يتم جدولة عرض فيلم "سنو وايت" في دور السينما، ولن يتم عرضه، وذلك بسبب مشاركة الممثلة والمجندة الإسرائيلية السابقة، غال غادوت.